# Коллекция Людвига (Бамберг)
Коллекция Людвига в Бамберге экспонируется в Старой ратуше Бамберга с 1995 года. Это одно из самых значительных частных собраний фарфора и фаянса в Европе.
Коллекция была предоставлена Бамбергу меценатами Ирен и Петером Людвигом на длительный срок.
В обширном собрании представлены керамика, фаянс, фарфор разных эпох и разных стран. В коллекции представлены Древняя Греция, доколумбова Южная Америка, Африка, Китай, Индия.
В коллекции выделяются ранние изделия из майсенского фарфора и страсбургского фаянса. Представленные работы являются прекрасными образцами художественной керамики XVIII века.